# تامسون (مینه‌سوتا)
تامسون، مینه‌سوتا (به انگلیسی: Thomson, Minnesota) یک شهر در ایالات متحده آمریکا است که در شهرستان کارلتون، مینه‌سوتا واقع شده‌است.

## خصوصیات
تامسون ۵٫۷۸ کیلومترمربع مساحت و ۱۵۹ نفر جمعیت دارد و ۳۲۱ متر بالاتر از سطح دریا واقع شده‌است.